# گورستان روگیر
قبرستان روگیر مربوط به دوران‌های تاریخی پس از اسلام است و در شهرستان لامرد، بخش علامرودشت، روستای روگیر واقع شده و این اثر در تاریخ ۱۰ دی ۱۳۸۱ با شمارهٔ ثبت ۶۷۹۹ به‌عنوان یکی از آثار ملی ایران به ثبت رسیده است.